# Atemanica
Atemanica är en ort i Mexiko.   Den ligger i kommunen Tequila och delstaten Jalisco, i den centrala delen av landet, 500 km väster om huvudstaden Mexico City. Atemanica ligger 1 229 meter över havet och antalet invånare är 285.
Terrängen runt Atemanica är bergig. Runt Atemanica är det ganska glesbefolkat, med 23 invånare per kvadratkilometer. Närmaste större samhälle är La Lobera, 19,1 km öster om Atemanica. I omgivningarna runt Atemanica växer huvudsakligen savannskog.